# De zieke Bacchus
De zieke Bacchus (Italiaans: Bacchino Malato) is een vroeg zelfportret van de Italiaanse meester Caravaggio. Het doek dateert uit circa 1594 en hangt in de Galleria Borghese. 
Caravaggio schilderde het werk tijdens de periode dat hij werkzaam was in het huis van Giuseppe Cesari. Specifieker maakte Caravaggio dit schilderij vermoedelijk toen hij met een ziekte, mogelijkerwijs malaria, in het ziekenhuis van Santa Maria della Consolazione lag. Dat verklaart de gelige kleur van zijn huid en gelaat. Het schilderij hing een tijd in het atelier van Cesari, waarna Scipione Borghese het doek vorderde vanwege de schulden die Cesari bij hem had. Zodoende kwam het terecht in de Borghese-collectie. 
Te zien is Caravaggio in de vorm van de god Bacchus, met een druiventros in zijn rechterhand en lauwerkrans op zijn hoofd. Grofweg dezelfde voorstelling, maar dan niet als zelfportret, schilderde Caravaggio later: het doek dat bekend is als Bacchus en in de Uffizi hangt. 